# Voo Scandinavian Airlines 751
O voo 751 foi uma rota aérea internacional regular da Scandinavian Airlines, partindo de Estocolmo, Suécia, para Varsóvia, Polónia, com escala em Copenhaga, Dinamarca. O McDonnell Douglas MD-81, registro OY-KHO, foi pilotado pelo capitão dinamarquês Stefan G. Rasmussen (44) e o copiloto sueco Ulf Cedermark (34). Em 27 de dezembro de 1991, acumulou gelo na raiz da asa (perto da fuselagem) antes da decolagem. O gelo se partiu e foi ingerido pelo motor logo após a decolagem. Com falha nos dois motores, os pilotos foram forçados a efetuar um pouso de emergência em um campo perto de Gottröra, Suécia. Todos os 129 passageiros e tripulantes a bordo sobreviveram.
O incidente é conhecido como o acidente de Gottröra (em sueco:  Gottrörakraschen) ou o milagre em Gottröra (em sueco:  Miraklet i Gottröra) na Suécia.

## Aeronave
O avião era um McDonnell Douglas MD-81, matrícula OY-KHO, número de série 53003, o número de linha 1844. Ele fez seu primeiro voo em 16 de março de 1991, e foi entregue logo após a SAS, em 10 de abril de 1991. No momento do acidente, a aeronave estava em serviço há apenas 9 meses. O avião era equipado com dois motores turbofan low-bypass Pratt & Whitney JT8D.

## Incidente
A aeronave tinha chegado no Aeroporto Stockholm-Arlanda, às 22:09 hora local, depois de um voo a partir de Zurique, na noite anterior, sendo estacionada durante a noite com temperatura ambiente de cerca de 0 a 1 °C. Cerca de 2 550 quilogramas (5 600 lb) de combustível com temperatura muito baixa permaneceram nos tanques das asas. Devido a isso, gelo claro se formou no extradorso das asas, mas não foi detectado. A aeronave foi descongelada com 850 litros (Predefinição:Convert/impgal usgal) de fluido anticongelante, mas posteriormente ao procedimento a aeronave não foi verificada pelo pessoal de solo em busca de gelo remanescente.
O avião partiu de Estocolmo, às 08:47 no dia do acidente. Logo após a decolagem, pedaços de gelo foram sugados por ambos os motores, deformando as pás do compressor o suficiente para perturbar o fluxo de ar de admissão. A perturbação do fluxo de ar causou estol nos compressores que, por sua vez, causaram um surge de compressor. Como os motores não foram desacelerados o suficiente, o surge continuou. Os elevados esforços estruturais pelos repetidos surges no compressor levaram rapidamente à destruição dos dois motores.
Do ponto de vista do piloto, depois de 25 segundos de voo foram notados ruídos, estrondos e as vibrações provocadas pelo surge no motor número 2 (o motor direito). A tripulação de voo respondeu a essa situação reduzindo as manetes de potência, mas um sistema automático (Restauração Automática de Potência - ATR) que não tinha sido informado para a tripulação de voo pela Scandinavian Airlines System (SAS), simultaneamente aumentou a potência do motor como resposta à potência assimétrica dos motores e razão de subida reduzida. Como consequência, os surges no motor continuaram. O comandante Por Holmberg, que estava a bordo como passageiro, notou o problema cedo e correu para a cabine para ajudar a tripulação. O motor N ° 1 (o da esquerda) falha 39 segundos mais tarde, e ambos os motores falharam com 76 e 78 segundos de voo, em uma altitude de 3,220 ft (980 m).
O piloto respondeu à perda de ambos os motores inclinando a aeronave para baixo, em um mergulho, antes de nivelá-la, para tentar planar a maior distância possível sem estolar. Os pilotos solicitaram um retorno a Arlanda e tentaram religar os motores mas, com a aeronave saindo das nuvens a 890 ft (270 m) de altitude, eles escolheram um campo na floresta, perto de Vängsjöbergs säteri em Gottröra, Uplândia, para um pouso de emergência imediato.
Durante a descida final, a aeronave atingiu várias árvores, perdendo grande parte da asa direita. A cauda atingiu o chão primeiro, deslizando ao longo do campo de 110 metros (360 pé), quebrando-se em três partes antes de vir a uma parada total. 25 pessoas ficaram feridas, 2 delas gravemente feridas, mas não houve mortes. Uma das razões de não ter fatalidades foi a posição de impacto que tinha sido instruída pelos comissários de bordo. O cone de cauda do avião se quebrou e o trem de pouso principal do avião escavou marcas no campo e foi arrancado com o impacto. O trem de pouso do nariz também se quebrou. A aeronave foi classificada como danificada além do reparável e foi inutilizada.
A tripulação de voo e, especialmente, o Capitão Rasmussen, foram elogiados pelo pouso de emergência habilidoso em uma situação de rápido desenvolvimento, potencialmente fatal. Rasmussen comentou que "poucos pilotos civil são colocados à prova para testarem as habilidades que eles adquirem durante os treinamentos" e disse que estava orgulhoso de sua tripulação e muito aliviado que todos tenham sobrevivido. Ele decidiu não voltar a pilotar aeronaves comerciais.
A Scandinavian Airlines continua a usar o número de voo 751 para sua rota Copenhaga-Varsóvia.

## Investigação e recomendações
De acordo com o relatório oficial do acidente, emitido pelo  Comitê de Investigação de Acidentes Sueco (SHK), o problema de formação de gelo claro nas asas deste tipo de aeronave era um problema amplamente conhecido no momento do acidente.
A partir de 1985, a McDonnell Douglas deu uma vasta informação, incluindo várias "Cartas a Todos os Operadores", que lidou com o problema de gelo claro. Na "Cartas a Todos os Operadores", de 14 de outubro de 1986, os operadores foram informados de como a companhia aérea finlandesa Finnair tinha resolvido o problema da detecção de gelo claro. Em 1988 e 1989 a McDonnell Douglas organizou "Conferências Temáticas", tratando da formação de gelo seco. A Scandinavian Airlines participou dessas conferências.
Em 26 de outubro de 1991, a SAS distribuiu um "Boletim de Inverno" para todos os pilotos. Ele dizia:
"É responsabilidade do piloto em comando verificar a aeronave, na busca de qualquer de gelo ou de neve que possam afetar o desempenho da aeronave" e na secção "Gelo Claro" havia a seguinte nota: "Embora a percepção de manutenção dentro de empresas aéreas é, na maioria das vezes, positiva, a responsabilidade recai sobre o piloto em comando de que a aeronave está fisicamente verificada por meio de uma inspeção manual na parte superior da asa. Uma verificação visual a partir de uma escada ou quando em pé, no chão, não o suficiente"
Outra contribuição para o acidente foi o treinamento insuficiente da tripulação: eles não foram treinados em recuperar a operação do motor depois de repetidas falhas. Não houve treinamentos em simulador para o problema de falha no motor. Em segundo lugar, eles não foram informados sobre a pré-instalação de um sistema de potência automático (Sistema Automático de Restauração de Empuxo, ou ATR). A razão para esta falta de informação foi a de que não se conhecia o funcionamento do ATR dentro da empresa. No entanto, o ATR era descrito nos manuais do fabricante da aeronave, em que cada operador é obrigado a saber. Mesmo que o sistema tenha sido desenvolvido para utilização em procedimentos não adotados pela SAS, um estudo cuidadoso dos manuais deveriam ter levado a SAS a observando o sistema e treinar seus pilotos para a sua função.
A conclusão do relatório oficial do acidente afirma:
O acidente foi causado pelas instruções da SAS e rotinas inadequadas para garantir que o gelo seco fosse removido das asas da aeronave antes da decolagem. Consequentemente, a aeronave decolou com gelo claro nas asas. Durante a decolagem, o gelo claro se descolou e foi sugado pelos motores. O gelo causou danos aos estágios do compressor, o que levou a surges de compressor, que levaram a uma falha irreparável do motor. Os pilotos não estavam preparados para identificar e eliminar surges de compressor; além disso, o o sistema Automático de Restauração de Empuxo não era conhecido pelos pilotos, nem notado pela companhia aérea.
Na seção "Falhas no compressor", o relatório afirma:
Com uma suficiente redução de potência no motor direito e a manutenção da potência (sem acréscimo) no motor esquerdo, provavelmente os motores não teriam falhado. A aeronave teria sido capaz de voltar para o pouso.
No entanto, o recém-instalado ATR impediu os pilotos de executarem com êxito a medida normal para deter o estol de compressor, por exemplo, reduzir as manetes de potência, pois o sistema ATR - concebido para prevenir que os pilotos usem menos potência do que o normal durante subidas após a decolagem por razões de abatimento de ruído – acelerou o motor novamente para a potência de decolagem, contrariando os comandos dos pilotos de reduzir a potência. Isso danificou os motores até que eles, eventualmente, falharam completamente.

## Documentário
A história do incidente foi destaque na décima temporada da série de TV Canadense Mayday. O episódio é intitulado "Piloto Traído" (em Portugal) / Motores em Chamas (no Brasil).